# O Circo das Qualidades Humanas
O circo das qualidades humanas é um filme brasileiro de 2000, do gênero drama, dirigido por Milton Alencar, Paulo Augusto Gomes, Geraldo Veloso e Jorge Moreno, e com roteiro de Cunha de Leiradella.
As filmagens ocorreram entre 9 de novembro e 18 de dezembro de 1998 e concluído em 2000. O Circo das Qualidades Humanas apenas foi lançado no circuito comercial no Rio de Janeiro em 2004.

## Sinopse
Num domingo de manhã chegam à cidade de Congonhas, em Minas Gerais, Ulysses, Maria Germana, o engenheiro Eduardo e a dupla Carioca e Preto. Cada um tem seus motivos para chegar à cidade, alguns pessoais e outros profissionais. Ulysses nasceu na cidade e, vivendo uma crise de identidade, decidiu retornar para se reencontrar. Maria Germana é uma modelo que veio fazer um trabalho fotográfico, se interessando por Ulysses após vê-lo em um bar. Eduardo é um engenheiro que também veio a trabalho e se apaixona por uma mulher misteriosa chamada Helena, que encontra nas ruas da cidade. Já Carioca e Preto vieram à procura de Chicão, com quem desejam prestar um ajuste de contas. Além deles há também Bosco, um jovem que acabou de retornar para casa e ainda se recupera da dependência de drogas, que precisa ainda lidar com problemas na família, como o assédio sexual de sua irmã e o desprezo de seu pai.

## Elenco
- Daniel de Oliveira.... Bosco
- Eduardo Lago.... José Ulysses de Almeida
- Thaís Garayp.... D. Geralda
- Francisco Milani.... Seu Antônio
- Stênio Garcia.... Chicão
- Henrique Pires.... Carioca
- Romeu Evaristo.... Preto
- Jonas Bloch.... Eduardo da Cunha Junior
- Elvécio Guimarães.... Jofre
- Rogério Cardoso.... Seu Nilo
- Cléo Carmona .... Maria Germana
- Selma Mello .... Joyce
- Márcia Barros .... Jussara
- Paula Burlamaqui.... Helena
- Maria Olívia .... Tia Prisciliana
- Regina Bahia .... Aurentina
- Geraldo Carrato .... Marcos
- Carl Schumacher.... Silviano
- Luiz Arthur .... Fábio
- Michele Castro .... Marilene
- Cristina Rizzo .... Janaína
- Eduardo Peixoto .... Noca
- Jeane Terra .... Marlene
- Eduardo Villa .... Dudu
- Cássia Kiss